# James Butler
För andra betydelser, se James Butler (olika betydelser).
James Butler, död efter 1634, var en irländsk adelsman och militär.
Butler var en av Trettioåriga krigets militära äventyrare. Under Gustav II Adolfs krig i Polen kämpade Butler mot svenskarna i ett av honom själv uppsatt regemente, gick sedan i kejserlig tjänst och sändes 1631 från Frankfurt an der Oder till Tilly för att begära hjälp mot de anryckande svenskarna. Vid saxarnas infall i Böhmen på hösten samma år kämpade Butler med utmärkelse mot dem. Strax därefter gick Butler åter i polsk tjänst och deltog i kriget mot Ryssland 1632-34. Hans vidare öden är okända.